# Delegación (Derecho)
La delegación, tanto en el ámbito público como en el privado, constituye un proceso fundamental en el ejercicio de competencias y facultades. En esencia, implica la transferencia puntual de responsabilidades de una autoridad competente a otra entidad bajo condiciones específicas y con la debida supervisión del delegante. Implica la participación tanto de personas jurídicas como de personas físicas.
Es decir, la delegación es un mecanismo legal que facilita la transferencia temporal de competencias o facultades entre entidades o individuos, ya sea en el ámbito público o privado. Su aplicación y regulación varían según el contexto jurídico correspondiente, pero su importancia radica en la eficiente gestión de responsabilidades y la adecuada distribución de tareas dentro de una estructura organizativa, contribuyendo así al funcionamiento óptimo de las instituciones y empresas.

## Contrato de delegación
El contrato de delegación es un acuerdo formal entre dos partes, el delegante y el delegado, mediante el cual se establecen los términos y condiciones para la transferencia de responsabilidades y facultades específicas. Este contrato puede manifestarse en diversos ámbitos, ya sea en el sector público o privado, y tiene como objetivo principal clarificar las obligaciones y derechos de ambas partes involucradas en el proceso de delegación.
En el contexto empresarial, el contrato de delegación suele utilizarse para designar a un individuo o entidad para que ejecute ciertas funciones en nombre del delegante. Por ejemplo, un CEO puede delegar ciertas responsabilidades a un gerente de departamento para garantizar una gestión eficiente de las operaciones diarias. En este caso, el contrato de delegación detallaría las tareas específicas que el gerente está autorizado a llevar a cabo, los plazos de entrega, los niveles de autoridad y cualquier otro detalle relevante para el desempeño de sus funciones.
En el ámbito gubernamental, el contrato de delegación puede ser utilizado para formalizar la transferencia de competencias entre diferentes niveles de gobierno o entre entidades públicas. Por ejemplo, un gobierno central puede delegar ciertas funciones a los gobiernos locales para garantizar una administración más eficiente y adaptada a las necesidades locales. En este caso, el contrato de delegación especificaría las áreas de responsabilidad, los recursos disponibles, los mecanismos de supervisión y cualquier otro aspecto relevante para el ejercicio de las competencias delegadas.
Independientemente del contexto en el que se utilice, un contrato de delegación efectivo debe incluir ciertos elementos esenciales, como la descripción clara de las responsabilidades delegadas, los derechos y obligaciones de ambas partes, los mecanismos de supervisión y rendición de cuentas, los plazos de vigencia del contrato y las consecuencias del incumplimiento de las obligaciones acordadas.

### Naturaleza jurídica
El contrato de delegación es una herramienta fundamental para formalizar la transferencia de responsabilidades y facultades entre partes. Al establecer claramente los términos y condiciones de la delegación, este contrato proporciona un marco sólido para garantizar una gestión eficiente y transparente de las funciones delegadas, tanto en el ámbito empresarial como en el gubernamental.
La delegación implica diversos conceptos, como el otorgamiento de representación, la concesión de mandato, la cesión de atribuciones y la designación de sustituto.
En síntesis, la delegación es un proceso legal que facilita la transferencia temporal de competencias o facultades entre entidades, ya sea en el ámbito administrativo o privado. Su aplicación y regulación varían según el contexto jurídico correspondiente, pero su importancia radica en la eficiente gestión de responsabilidades y la adecuada distribución de tareas dentro de una estructura organizativa.

## Tipos de delegación
La práctica de la delegación se manifiesta en una variedad de formas y contextos, cada uno con sus propias características y aplicaciones específicas. A continuación, se detallan algunos de los tipos más comunes de delegación:
1. Delegación Administrativa: Este tipo de delegación se refiere al traspaso de competencias o facultades de un órgano superior a uno inferior dentro de una estructura administrativa. Implica la transferencia de responsabilidades específicas para la realización de tareas concretas, bajo condiciones y controles establecidos.
2. Delegación de Firma: Se produce cuando una autoridad administrativa autoriza a otro agente a ejercer, dentro de los límites legales, uno o más de sus poderes de firma o representación. Esta forma de delegación es común en entornos empresariales y gubernamentales, donde se requiere la agilidad en la toma de decisiones.
3. Delegación Civil: En el ámbito del derecho civil, la delegación se refiere a la operación mediante la cual una persona (el delegante) invita a otra (el delegado) a pagar en su nombre una deuda a un tercero (delegatario). Este tipo de delegación puede implicar una novación en la obligación original, dependiendo de las circunstancias y del acuerdo entre las partes involucradas.
4. Delegación empresarial: implica transferir ciertas responsabilidades o funciones específicas. Este tipo de delegación se lleva a cabo a través de un contrato que establece los términos y condiciones de la delegación, así como los derechos y obligaciones de ambas partes involucradas.  En este contrato, se detallan aspectos clave como las responsabilidades delegadas, los plazos de ejecución, los recursos disponibles, los niveles de autoridad y los mecanismos de supervisión y rendición de cuentas. También puede incluir cláusulas relacionadas con la confidencialidad, la propiedad intelectual y las consecuencias del incumplimiento de las obligaciones acordadas.
5. Delegación Legislativa: Se produce cuando el poder legislativo transfiere parcialmente el ejercicio de sus facultades al poder ejecutivo o a otro órgano, como el gobierno. Esto puede ocurrir en situaciones de emergencia o cuando se requiere una rápida respuesta a situaciones cambiantes. En algunos sistemas constitucionales, esta forma de delegación está sujeta a restricciones y controles estrictos para garantizar la separación de poderes y la legalidad.
6. Delegación de Voto: Se refiere a la autorización que un individuo otorga a otro para que vote en su nombre en un proceso de toma de decisiones, como una asamblea o un parlamento. Aunque puede facilitar la participación en situaciones donde la presencia física no es posible, la delegación de voto a menudo está sujeta a reglas y limitaciones para evitar abusos o manipulaciones.

Estos son solo algunos ejemplos de los tipos de delegación que se encuentran en diversos ámbitos del derecho y la gestión organizacional. Cada uno de ellos juega un papel crucial en la distribución de responsabilidades y en la facilitación del funcionamiento eficiente de las instituciones y empresas.

## Bibliogracía
- https://www.legaltoday.com/practica-juridica/derecho-mercantil/societario/la-funcion-del-contrato-de-delegacion-en-terminos-de-concrecion-de-deberes-e-imputacion-de-responsabilidades-2022-07-15/
- https://argentina.leyderecho.org/delegacion/
- http://www.enciclopedia-juridica.com/d/delegaci%C3%B3n/delegaci%C3%B3n.htm
- https://dpej.rae.es/lema/delegaci%C3%B3n1

- Datos: Q1184065